# Мозковий штурм

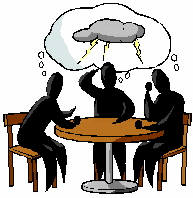

«Мозкови́й шторм» (або «злива ідей», ґенерування ідей, англ. brainstorming) — популярний метод висування творчих ідей у процесі розв'язування наукової чи технічної проблеми, сеанси якого стимулюють творче мислення.
Автор креативної техніки, що отримала назву мозковий штурм — Алекс Осборн (1888—1966)— відомий американський діяч в галузі реклами. Метод запропоновано у 1953 році.
Основні правила мозкового штурму такі: — у групу генераторів ідей включають фахівців різних спеціальностей (4…12 чол.); — основна мета групи — висловити максимальну кількість ідей;на формулювання кожної окремої ідеї відводять 2…3 хв; — при генерації ідей критика заборонена; — штурм продовжується 20…40 хв; — у групу експертів включають фахівців з питання, яке розглядається; вони виконують аналіз ідей, при якому необхідно з кожної ідеї отримати раціональне зерно; — якщо задача не вирішена, штурм повторюють з іншим складом групи генераторів ідей.

## Склад групи для «мозкового шторму»
Для проведення сеансу комплектують спеціальну групу з представників науково-дослідних, конструкторських, виробничих та інших підрозділів фірми — переважно від 6 до 10 чол. Призначають голову групи, який добре обізнаний з технікою застосування методу «М.ш.». До групи, як правило, входять 1-2 чол., які взагалі не обізнані з проблемою і є спеціалістами з інших галузей науки і техніки.

## Сеанси «мозкового шторму»

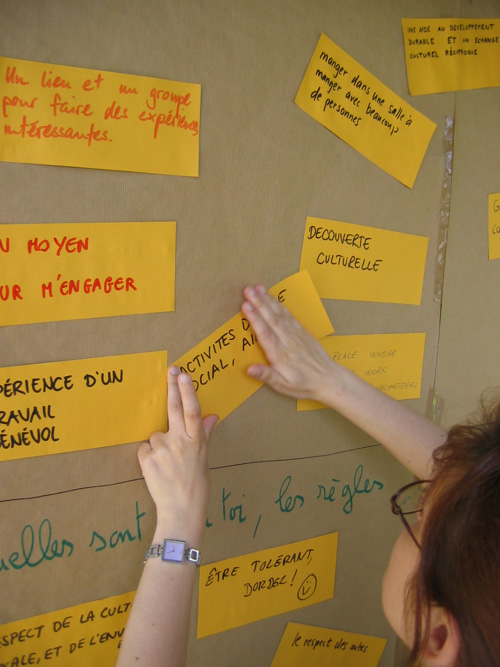
Перший етап «мозкового штурму»

Сеанс здійснюється в два етапи. На першому допускається (й навіть заохочується) висування навіть безглуздих, як на перший погляд ідей, що їх записують, як правило, на магнітну стрічку всі без винятку за принципом: що більше ідей, то краще. Критикувати висловлені ідеї забороняється, тому що передчасне оцінювання ідей може вбити творчий ентузіазм, особливо у неспеціалістів. Допускається уточнення та комбінування ідей.
На другому етапі всі висунуті ідеї уважно вивчають висококваліфіковані спеціалісти-експерти й оцінюють за допомогою спеціальних таблиць критеріїв, розроблених заздалегідь. Більшу частину висловлених пропозицій відкидають, а ті ідеї, які найбільшою мірою відповідають усім критеріям, передають на розробку і впровадження у виробництво.
Ефективність методу «мозкового шторму» зменшується, якщо в групі є сильна особа, що домінує над іншими, якщо недостатня кваліфікація учасників або якщо їх дуже багато.